# Geophilus vittatus
Geophilus vittatus är en mångfotingart som först beskrevs av Rafinesque 1820.  Geophilus vittatus ingår i släktet Geophilus och familjen storjordkrypare. Inga underarter finns listade i Catalogue of Life.